# Broughtonia jamaicensis
Broughtonia jamaicensis är en orkidéart som beskrevs av Ruben Primitivo Sauleda och R.M.Adams. Broughtonia jamaicensis ingår i släktet Broughtonia och familjen orkidéer.
Artens utbredningsområde är Jamaica. Inga underarter finns listade i Catalogue of Life.